# Graphis albida
Graphis albida är en snäckart som först beskrevs av Kanmacher 1798. Enligt Catalogue of Life ingår Graphis albida i släktet Graphis och familjen Aclididae, men enligt Dyntaxa är tillhörigheten istället släktet Graphis och familjen Cimidae. Enligt den svenska rödlistan är arten otillräckligt studerad i Sverige. Arten förekommer i Götaland. Artens livsmiljö är havet. Inga underarter finns listade i Catalogue of Life.